# Comuna Ishøj
Ishøj (Ishøj Kommune) este o comună din regiunea Hovedstaden, Danemarca, cu o suprafață totală de 26,15 km².